# Tragedia del cerro San Cristóbal
La tragedia del cerro San Cristóbal ocurrió el 9 de julio de 2017 en el cerro San Cristóbal ubicado en la ciudad de Lima  (Perú).
El accidente se provocó cuando un bus turístico se despistó del carril de bajada del Cerro San Cristóbal y cayó dando varias vueltas de campana, provocando 9 muertos en el acto, 56 heridos de los cuales uno falleció de camino al hospital.

## Antecedentes

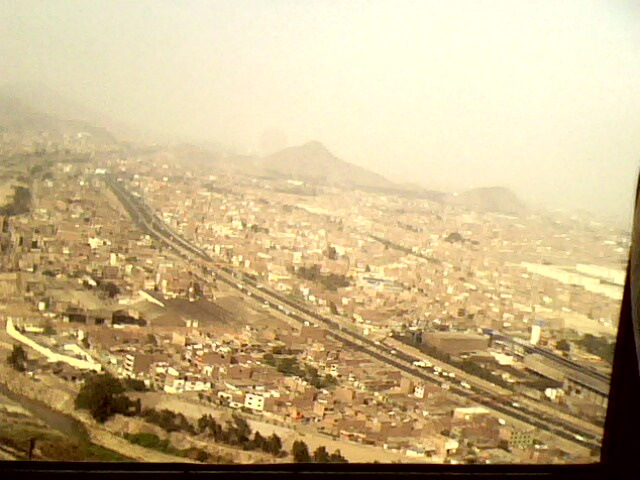
Subida al cerro San Cristóbal en un bus turístico.

El Cerro San Cristóbal es un sitio turístico muy importante de la ciudad de Lima, también es el lugar donde se encuentra un mirador, lo que dio como resultado que varias empresas de transporte realizasen viajes diarios desde la Plaza Mayor de Lima, pasando por el centro histórico, hasta el cerro. El camino de subida y bajada de los buses es considerado muy peligroso por encontrarse en una zona de bastante delincuencia y de mucha pendiente, además tanto el camino como los vehículos no cuentan con los requisitos necesarios para realizar el viaje. Se tenía planeado construir un teleférico que uniría al cerro con la ciudad y que ya se encontraba a días de elaborarse durante la gestión de la alcaldesa Susana Villarán, pero fue cancelado por asuntos políticos en la gestión de Luis Castañeda.

## Accidente
El accidente acaeció en horas de la tarde cuando el bus de la empresa Green Bus realizaba un viaje de retorno a las faldas del cerro para dirigirse de nuevo a la Plaza Mayor. En ese trayecto el conductor del bus perdió el control por ir con exceso de velocidad, se salió del camino y cayó hacia el abismo del cerro, lo que provocó la muerte de nueve personas y dejó heridas a otras 59. La policía nacional se hizo presente y pudo percatar que varios de los heridos y algunos cuerpos habían sido hurtados por personas locales.

### Víctimas

#### Muertos y heridos
En el accidente se registraron 59 heridos y 9 muertos —posteriormente un herido falleció de camino al centro asistencial, por lo que los fallecidos se elevaron a diez—. Tres de los fallecidos resultaron ser extranjeros, uno canadiense y dos chilenos, además uno no pudo ser identificado. Una ciudadana de nacionalidad chilena se encontraba desaparecida hasta que finalmente pudo ser reconocida entre los fallecidos.
Nueve extranjeros también se encontraban entre los heridos, tres canadienses y seis chilenos. Respecto a las víctimas de nacionalidad peruana, 6 murieron y 45 resultaron heridos.

#### Evacuación de sobrevivientes
Los heridos fueron transportados a diferentes centros de salud. Se trasladó a quince pacientes a la Clínica Internacional, doce al Hospital Nacional Arzobispo Loayza, cinco al Hospital Nacional Hipólito Unanue, cinco al Hospital Nacional Daniel Alcides Carrión, cuatro al Hospital de Emergencias Grau, tres al Hospital Nacional Dos de Mayo, dos a la Clínica Maison de Santé, uno al Instituto Nacional de Salud del Niño y uno al Hospital Nacional Guillermo Almenara.